# Sveučilište u Pekingu
Sveučilište u Pekingu jedno je od najvažnijih obrazovnih institucija u Narodnoj Republici Kini.Osnovano je 1898. pod imenom Imperial Capital University. Danas se sveučilište u Pekingu u međunarodnim istraživanjima redovito nalazi među najboljim sveučilištima u Aziji. Veliki broj zgada fakulteta izgrađen je u tradicionalnom kineskom arhitektonskom stilu.

## Vanjske poveznice
- Službena stranica